# Xilinhot
Xilinhot (chinois : 锡林浩特 ; pinyin : xīlínhàotè ; mongol bichig : ᠰᠢᠯᠢ
ᠶᠢᠨ
ᠬᠣᠲᠠ ; mongol cyrillique : Шилийн хот, translittération MNS : Shiliin khot) est une ville de la ligue de Xilin Gol, dans la région autonome de Mongolie-Intérieure en Chine.

## Démographie
La population du district était de 136 870 habitants en 1999.